# Darwinella gardineri
Darwinella gardineri är en svampdjursart som beskrevs av Topsent 1905. Darwinella gardineri ingår i släktet Darwinella och familjen Darwinellidae. Inga underarter finns listade i Catalogue of Life.